# Por supraneuralny
Por supraneuralny, (ang. coelomopore, supraneural pore) − otwór na ciele niektórych mszywiołów.
Otwór ten łączy jamę ciała ze środowiskiem zewnętrznym. Zlokalizowany jest w grzbietowej (dorsalnej) części ściany ciała, u nasady czułków. Funkcją tego otworu jest wyprowadzania na zewnątrz komórek rozrodczych z jamy ciała, a u jednego z gatunków z celomoduktu. U wielu Cheilostomata por supraneuralny służy również wprowadzaniu zapłodnionych jaj do komory lęgowej.